# マルク・バルトラ
マルク・バルトラ・アレガル（Marc Bartra Aregall、 1991年1月15日 - ）は、スペイン・カタルーニャ州サント・ハウメ出身のサッカー選手。ラ・リーガ・レアル・ベティス所属。ポジションはDF。元スペイン代表

## クラブ経歴

### バルセロナ
2001年にRCDエスパニョールのユースチームでキャリアをスタートさせ、2002年にFCバルセロナのユースチームに移籍した。その後は上のカテゴリーに昇格していき、2009年にFCバルセロナBに招集された。2010年2月24日、アトレティコ・マドリード戦においてジェフレン・スアレスとの交代途中出場でトップチームデビューを果たした。2011年5月21日、マラガCF戦でトップチーム初ゴールを記録した。

### ドルトムント
2016年6月3日、FCバルセロナからボルシア・ドルトムントに移籍した。契約期間は2020年までとなっている。
2017年4月11日、ホームスタジアムのジグナル・イドゥナ・パルクで開催される予定であったUEFAチャンピオンズリーグ 2016-17準々決勝のASモナコ戦に出場するため、チーム専用バスでスタジアムへ向かう最中、爆弾による攻撃に巻き込まれた（ボルシア・ドルトムント専用バス爆弾攻撃事件）。その際にバルトラは右手首を骨折し、病院へ搬送されて緊急手術を受けた。その後順調に回復し5月20日のヴェルダー・ブレーメン戦で先発出場し実戦復帰した。

### ベティス
2018年1月30日、レアル・ベティスと2023年までの契約を締結した。同年5月12日、セビージャFCとのアンダルシアダービにて移籍後初得点を挙げたが、試合は2-2の引き分けに終わった。
2020年12月から翌年の3月にかけて、バルトラはアキレス腱の腱炎と胆嚢の問題で戦線離脱し、体重が大幅に減少した。 彼は4月23日の2022年コパ・デル・レイ決勝でフルタイムの120分間プレーし、バレンシアCFに対するPK戦での勝利に貢献した。

### トラブゾンスポル
2022年8月14日、バルトラは1.25百万ユーロでトルコのスュペル・リグのトラブゾンスポルに移籍した。 2日後、FCコペンハーゲンとのチャンピオンズリーグプレーオフの第1戦で、バルトラは途中出場し、2-1で敗北した。 彼の最初のゴールは9月18日、ホームでのガジアンテプFKに対する3-2の勝利の追加時間に生まれた。 12月28日、ファティ・カラグムルクSKとの試合でバルトラは同点ゴールを決めたが、ハーフタイム前に直接レッドカードで退場し、1-4で敗北した。 バルトラは2023年7月11日、相互合意に基づきセノル・ギュネシュ・スポーツ・コンプレックスを去った。

### ベティスへの復帰
2023年7月24日、1年契約で古巣レアル・ベティスに復帰した。

### 代表
スペイン代表として各年代でプレーしており、2011 FIFA U-20ワールドカップにも出場した。2013年11月16日、赤道ギニア代表戦でスペインA代表にデビューした。2016年5月、フランスで開催されるUEFA EURO 2016の最終登録メンバーに選出された。
2018年10月11日、ミレニアム・スタジアムにて開催されたウェールズ代表との親善試合でA代表初得点を記録した。

## 人物
バルトラの代理人は、元FCバルセロナのカルレス・プジョルが務めている。双子の弟も元サッカー選手であり同じバルセロナの下部組織で育ったが大成せず、育成年代の指導者を務めている。

## タイトル

### クラブ
FCバルセロナ
- FIFAクラブワールドカップ：1回 (2015)
- UEFAチャンピオンズリーグ：2回 (2010-11, 2014-15)
- UEFAスーパーカップ：1回 (2015)
- リーガ・エスパニョーラ：5回 (2009-10, 2010-11, 2012-13, 2014-15, 2015-16)
- コパ・デル・レイ：2回 (2014-15, 2015-16)
- スーペルコパ・デ・エスパーニャ：3回 (2010, 2011, 2013)

ボルシア・ドルトムント
- DFBポカール：1回 (2016-17)

レアル・ベティス
- コパ・デル・レイ : 1回 (2021-22)

## 代表

### 出場大会
- U-19スペイン代表
  - 2010年 - UEFA U-19欧州選手権（準優勝）
- U-20スペイン代表
  - 2011年 - FIFA U-20ワールドカップ（ベスト8）
- U-21スペイン代表
  - 2013年 - UEFA U-21欧州選手権（優勝）
- スペイン代表
  - 2016年 - UEFA EURO 2016（ベスト16）

### 試合数
- 国際Aマッチ 14試合 0得点 (2013年 - 2018年)

| スペイン代表 | 国際Aマッチ | 国際Aマッチ |
| 年           | 出場        | 得点        |
| ------------ | ----------- | ----------- |
| 2013         | 1           | 0           |
| 2014         | 3           | 0           |
| 2015         | 3           | 0           |
| 2016         | 5           | 0           |
| 2017         | 0           | 0           |
| 2018         | 2           | 1           |
| 通算         | 14          | 1           |